# Società Sportiva Chieti 1941-1942
Questa voce raccoglie le informazioni riguardanti la Società Sportiva Chieti nelle competizioni ufficiali della stagione 1941-1942.

## Rosa
| N. |                   | Ruolo | Calciatore        |
| -- | ----------------- | ----- | ----------------- |
|    | Italia (bandiera) | C     | Giovanni Bocchio  |
|    | Italia (bandiera) | D     | Angelo Bullini    |
|    | Italia (bandiera) | C     | Stefano Cornello  |
|    | Italia (bandiera) | A     | Rodolfo Dell'Elce |
|    | Italia (bandiera) | C     | Guido Di Luzio    |
|    | Italia (bandiera) | C     | Ciriaco D'Incecco |
|    | Italia (bandiera) | C     | Carlo Forghieri   |
|    | Italia (bandiera) | C     | Gigino Michetti   |

| N. |                   | Ruolo | Calciatore        |
| -- | ----------------- | ----- | ----------------- |
|    | Italia (bandiera) | P     | Pierino Miroglio  |
|    | Italia (bandiera) | P     | Ermete Novelli    |
|    | Italia (bandiera) | A     | Antonio Pallotta  |
|    | Italia (bandiera) | A     | Alfiero Rota      |
|    | Italia (bandiera) | A     | Gildo Sbaragli    |
|    | Italia (bandiera) | D     | Giuseppe Veronesi |
|    | Italia (bandiera) | C     | Emilio Zafferri   |